# 가타카미촌 (후쿠이현)
가타카미촌(片上村)은 후쿠이현 이마다테군에 있던 촌이다. 현재 사바에시 북동부, 호쿠리쿠 자동차도・기타사바에 주차장 동쪽 일대에 해당한다. 

## 역사
- 1889년 4월 1일 - 정촌제 시행에 의해 7개 촌의 구역을 가지고 이 성립하였다.
- 1955년 1월 15일 - 신메이정, 사바에정, 가타카미촌, 나카가와촌, 뉴군, 다치마치촌, 요시카와촌, 유타카촌과 합병해 사바에시가 성립하여, 동일 가타카미촌은 폐지되었다.

## 참고문헌
- 角川日本地名大辞典 18 福井県